# Фортимайл
Фортимайл  («Сороковая миля») (англ. Fortymile River) — река на Аляске и территории Юкон, приток реки Юкон.

## Физико-географическая характеристика
Река Фортимайл берёт своё начало на территории США, образуясь из двух потоков: Норт-Форк и Саут-Форк. Река течёт на северо-восток.
392 мили проходят по территории США, потом река пересекает границу с Канадой и уже на территории Канады впадает в реку Юкон. На территории США с 1980 года река охраняется государством по акту (Alaska National Interest Lands Conservation Act) как Wild and Scenic River. Охране также подлежат три кемпинговых площадки и исторический Форт-Эгберт (Fort Egbert). На территории Канады под охраной находится исторический город Форти-Майл, который стоит на берегу реки.
Река представляет интерес для сплавного туризма. Уровень воды в реке сильно зависит от количества осадков. После августовских дождей на реке есть пороги III уровня сложности. Основными порогами на реке Фортимайл и её притоках являются: Bald Eagle Rapids, The Chute, The Kink, The Falls, Deadman’s Rime в США и Canyon Rapids в Канаде.
К реке ведёт ряд автодорог: трасса Вершина мира (Канада) и трасса Тейлор (США).

## История

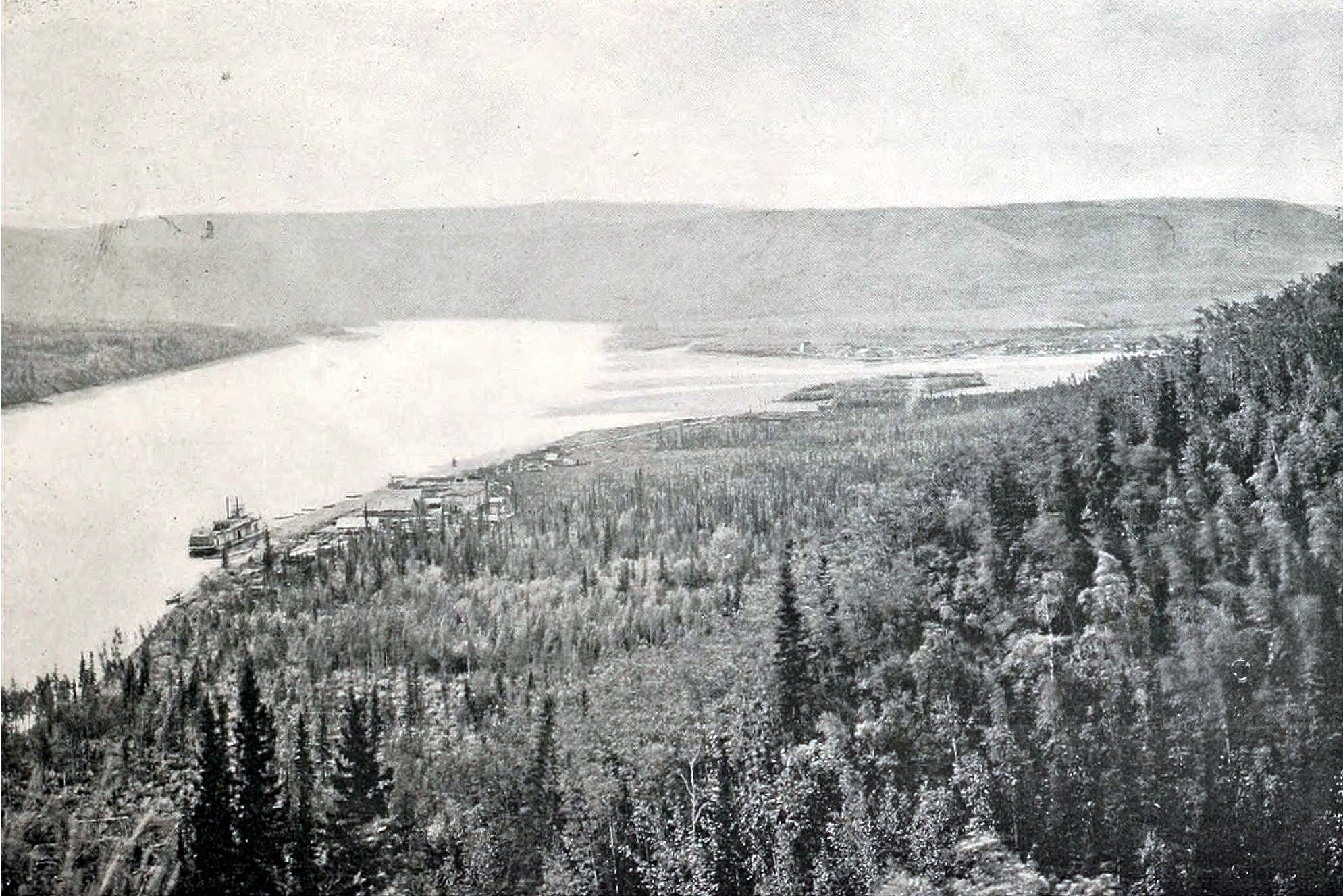
Река Фортимайл впадает в Юкон, фото 1897 года. На переднем плане около парохода расположен Форт-Кудахи, вдали виднеется Форти-Майл.

До прихода европейцев эта местность использовалась более 2000 лет индейцами народа хан, предшественники современных Трондёк-Хвечин, которые называли её Ch’ëdä Dëk. Важность местности для индейцев была обусловлена тем, что недалеко от слияния рек находится одна из основных переправ оленей карибу.
В 1885 году лейтенант американской армии Фредерик Сватка занимался исследованием реки Юкон как на американской, так и на канадской территории. Он отметил реку, её широкую долину и три холма конической формы около устья реки. Благодаря этим холмам, Сватка назвал реку Кон-Хилл (англ. Cone-Hill River).
Годом позже на реке обнаружили золото и она получила своё современное название. В то время основным торговым постом на территории был Форт-Релайанс и многие расстояния мерились от него. Устье реки находилось в 40 милях вверх по течению от Форт-Релайанса. Город Форти-Майл был основан зимой 1887 года, когда 160 человек основали поселение в устье реки.

## Ссылка
- Alaska River Logs (англ.). Alaska Public Lands Information Center. Дата обращения: 2 января 2011. Архивировано 11 мая 2012 года.